# Solar dos Vieiras

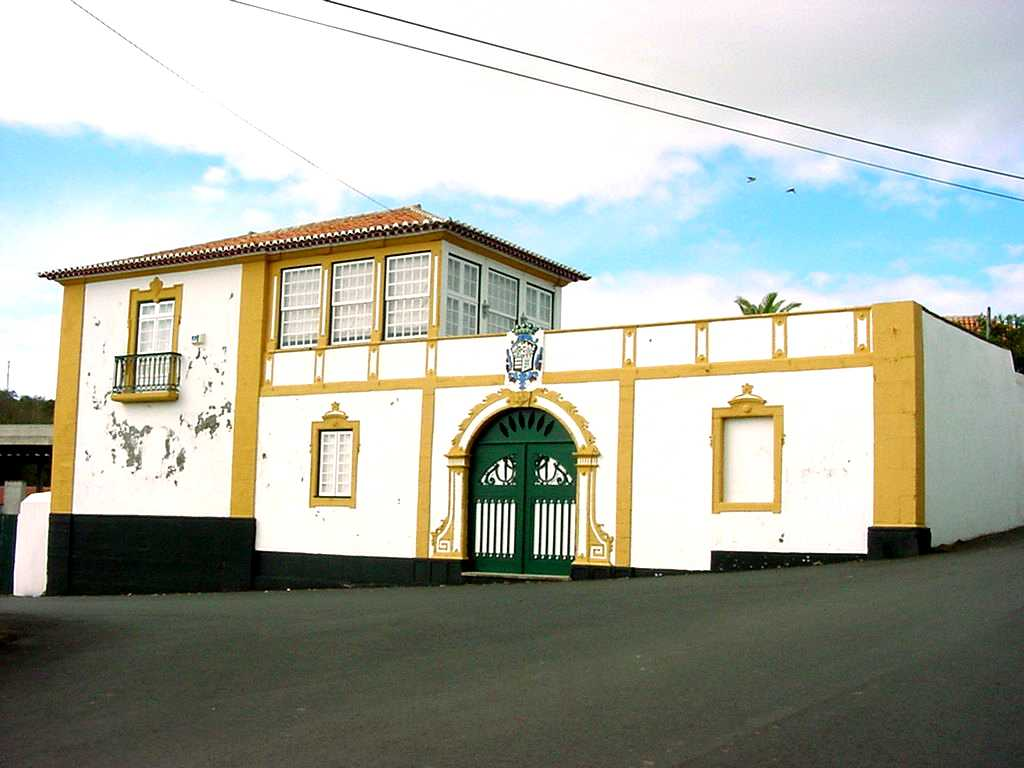
Solar dos Vieiras, São Mateus da Calheta, Fachada.

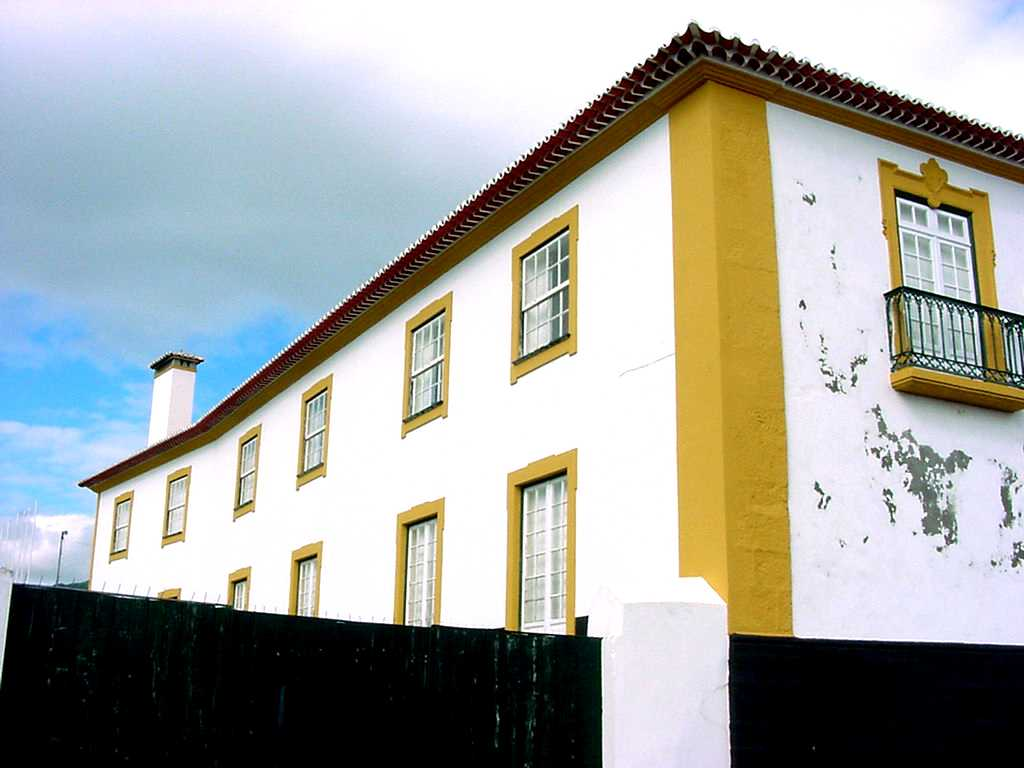
Solar dos Vieiras, vista geral.

O Solar dos Vieiras é um solar português localizado na ilha açoriana da Terceira, concelho de Angra do Heroísmo, freguesia de São Mateus da Calheta, à Canada da Luz.
Este solar de apreciáveis dimensões, encontra-se próximo do Forte da Má Ferramenta e do Campo de Futebol de São Mateus da Calheta. Foi da família Vieira até que foi vendido e passou a ser a sede do Clube de Ténis da Ilha Terceira.
Destaca-se neste edifício o seu Brasão de Armas, ricamente trabalhado localizado sobre o portão principal que dá acesso a um pátio ladrilhado.